# Farnak I. Pontski
Farnak I. (grško Φαρνάκης, latinizirano: Farnákos) je bil peti kralj Pontskega kraljestva, ki je vladal od okoli 190 pr. n. št. do okoli 155 pr. n. št. Bil je sin in naslednik kralja Mitridata III. Pontskega in njegove žene Laodike in zato perzijsko-grškega porekla. Imel je brata Mitridata IV. Pontskega in sestro Laodiko, ki sta ga skupaj nasledila na pontskem prestolu.  

## Življenje
Datuma njegovega pristopa na prestol ni mogoče z gotovostjo določiti, na prestolu pa je bil vsekakor pred letom 183 pr. n. št. V tem letu mu je namreč uspelo zasesti pomembno mesto Sinop, ki je bilo dolgo predmet ambicij pontskih kraljev. Rodošani so poslali v Rim delegacijo, da bi se pritožila nad pontsko agresijo. Misija ni bila uspešna.
Približno v istem času se je Farnak sprl s svojim sosedom, pergamskim kraljem Eumenom II., kar je privedlo do stalnih pritožb obeh monarhov v Rimu in manjših sovražnosti. Spomladi leta 181 pr. n. št. je Farnak, ne da bi počakal na vrnitev svojih veleposlanikov iz Rima, nenadoma napadel Evmena II. in kapadoškega kralja Arijarata IV. ter z veliko vojsko vdrl v Galatijo. 
Eumen II. se mu je na čelu svoje vojske postavil po robu, potem pa je sovražnosti prekinil prihod rimskih odposlancev, ki jih je imenoval Senat, da raziščejo sporne zadeve. V Pergamonu so se začela pogajanja, ki niso prinesla nobenega rezultata. Rimljani so Farnakove zahteve zavrnili kot nerazumne in vojna se je nato z nekaj prekinitvami nadaljevala do poletja 179 pr. n. št. Farnak se potem ni mogel več spoprijemati z združenimi silami Eumena II. in Arijarata IV. in je bil prisiljen kupiti mir z umikom z vseh osvojenih ozemelj v Galatiji in Paflagoniji, z izjemo Sinopa.
Kako dolgo je potem še vladal, se ne ve. Iz naključnega  obvestila je mogoče razbrati, da je bil leta 170 pr. n. št. še vedno na prestolu. Leta 154 pr. n. št. je bil zagotovo mrtev, ker je bil takrat kot kralj omenjen njegov brat Mitridat IV. Pontski. Grški zgodovinar Polibij je obtoževal Farnaka, da ima aroganten in nasilen značaj in se s tem pridružil mnenju Eumena II. in Rimljanov. 
Farnak se je leta 172 pr. n. št. ali 171 pr. n. št. z diplomatskim posredovanjem selevkidskega kralja Demetrija I. Soterja poročil s selevkidsko princeso Niso, hčerko princese Laodike IV. in prestolonaslednika Antioha. Nisa in Farnak sta bila v sorodu, saj sta bila Nisina starša Farnakova prva bratranca.
Ohranjeni so kipi in napisi, posvečeni Farnaku in Nisi. Farnak se je po poroki lotil vzpostavljanja dobrih odnosov z Atenami in grškim otokom Delosom. Atenam je naredil neko uslugo, katere vsebina ni znana.  Obsežen častni napis Atencev na Delosu, datiran v leto 160 pr. n. št. ali 159 pr. n. št., časti Farnaka in Niso. Od Atencev sta oba dobila zlato krono, na Delosu pa so postavili njune bronaste kipe.
Nisa in Farnak sta imela dva otroka: sina Mitridata V. Pontskega in hčerko Niso Kapadoško, znano tudi kot Laodika. Nisa je umrla neznano kdaj v 2. stoletju pr. n. št., domnevno med porodom.